# هزینه زندگی
هزینه زندگی (انگلیسی: Cost of living) یا مخارج زندگی، به هزینه نگهداری و حفظ سطح معینی از استاندارد زندگی اطلاق می‌شود و از محاسبه تغییرات آن در طول زمان، شاخص هزینه زندگی بدست می‌آید. محاسبات هزینه زندگی همچنین جهت مقایسه هزینه‌های زندگی در مناطق مختلف جغرافیایی مورد استفاده قرار می‌گیرد. هزینه زندگی در نقاط مختلف جهان را می‌توان با مقایسه نرخ برابری قدرت خرید آنها نیز محاسبه نمود.

## تعدیل هزینه زندگی (COLA)
تعدیل هزینه زندگی (COLA) به فرآیند تعدیل حقوق یا مزایا برای انعکاس تغییرات در هزینه زندگی اشاره دارد. این تعدیل برای حفظ قدرت خرید افراد در برابر تورم ضروری است. در فارسی، COLA را می‌توان به عنوان "تعدیل هزینه زندگی" ترجمه کرد. این مفهوم در اقتصاد به عنوان ابزاری برای حفظ ثبات اقتصادی و عدالت اجتماعی شناخته می‌شود.
COLA معمولاً بر اساس شاخص هزینه زندگی محاسبه می‌شود که تغییرات قیمت کالاها و خدمات مصرفی خانوارها را اندازه‌گیری می‌کند. این شاخص به سیاست‌گزاران و کارفرمایان کمک می‌کند تا سطح مناسب تعدیل را برای هماهنگی با تورم تعیین کنند.
اجرا کردن COLA برای حفظ ثبات اقتصادی و جذب و نگهداری کارکنان مهم است، زیرا حقوق و مزایای آنها را با هزینه زندگی هماهنگ می‌کند. این فرآیند به ویژه برای افراد دارای درآمد ثابت که تحت تأثیر تورم قرار می‌گیرند، حیاتی است.

## هزینه‌ زندگی در ایران: تحلیل جامع اقتصادی
تحلیل هزینه‌ زندگی در ایران نشان می‌دهد که با وجود پیش‌بینی‌های امیدوارکننده نهادهای بین‌المللی مبنی بر کاهش نرخ تورم به ۲۹.۵ درصد در سال ۲۰۲۵، شواهد اخیر از افزایش فشارهای تورمی حکایت دارد. تورم نقطه به نقطه از ۳۱.۸ درصد در دی ماه به ۳۵.۳ درصد در بهمن ماه افزایش یافته و نگرانی‌های فزاینده‌ای در مورد هزینه‌ زندگی به‌ویژه برای اقشار کم بضاعت ایجاد کرده است.

### وضعیت کنونی هزینه‌ زندگی در ایران بر اساس شاخص‌های مختلف
بررسی آخرین داده‌های اقتصادی نشان می‌دهد که هزینه‌ زندگی در ایران با روند صعودی قابل توجهی روبرو است. تورم نقطه به نقطه که نشان‌دهنده تغییر قیمت کالا و خدمات در هر ماه نسبت به همان ماه در سال قبل است، به ۳۵.۳ درصد در بهمن ماه رسیده که این شاخص رکورد جدیدی در یک سال گذشته به شمار می‌رود. آخرین باری که تورم نقطه به نقطه چنین سطحی را تجربه کرده، نیمه دوم سال گذشته بوده است.
تورم ماهانه نیز روند افزایشی داشته و این دو شاخص یعنی تورم ماهانه و نقطه به نقطه و رکوردی که هر دوی آنها ثبت کرده اند، گواهی بر رشد تورم سالانه در آینده نزدیک است. این بدان معنی است که تورمی که هر ماه تجربه می‌کنیم جمع می‌شود و در تورم سالانه بروز می‌کند.
نگران‌کننده‌ترین بخش، رشد قابل توجه تورم خوراکی‌هاست که در ماه بهمن به ۶.۷ درصد رسیده، درحالیکه تورم خوراکی‌ها در دی ماه ۳.۲ درصد بود. تورم نقطه به نقطه خوراکی‌ها هم به ۳۶.۴ درصد رسیده که ۹ واحد درصد از دی ماه بالاتر است. این دو برابر شدن تورم خوراکی‌ها به معنی فشار بیشتر تورم بر گروه‌های پایین‌درآمدی است.
صندوق بین‌المللی پول پیش‌بینی کرده که روند کاهشی نرخ تورم در ایران در سال ۲۰۲۵ ادامه خواهد یافت و اقتصاد ایران در این سال تورم ۲۹.۵ درصدی را تجربه خواهد کرد که پایین‌ترین نرخ تورم طی ۴ سال گذشته است. با این حال، نرخ تورم ایران در این سال با وجود روند کاهشی خود، بیش از سه برابر متوسط نرخ تورم پیش‌بینی شده برای کشورهای نفتی خاورمیانه خواهد بود و بالاترین نرخ تورم در میان کشورهای خاورمیانه و شمال آفریقا را خواهد داشت.

### تلاش‌های دولت برای تنظیم هزینه‌های زندگی با دستمزدها
دولت‌های مختلف در ایران تلاش کرده‌اند تا با افزایش حداقل دستمزد و حقوق کارمندان دولت، تأثیر افزایش هزینه‌های زندگی را کاهش دهند. با این حال، این افزایش‌ها معمولاً متناسب با نرخ تورم نبوده و قدرت خرید مردم همچنان کاهش یافته است.
با توجه به روند افزایشی تورم، به ویژه در بخش خوراکی‌ها که فشار بیشتری بر گروه‌های پایین‌درآمدی وارد می‌کند، دولت با چالش‌های جدی در تنظیم دستمزدها متناسب با هزینه‌های زندگی روبرو است.
صندوق بین‌المللی پول پیش‌بینی کرده که اقتصاد ایران در سال ۲۰۲۵، رشد ۳.۱ درصدی را تجربه خواهد کرد که البته کمتر از متوسط رشد ۳.۹ درصدی است که برای منطقه پیش‌بینی شده است. با این رشد اقتصادی محدود، توانایی دولت برای افزایش قابل توجه دستمزدها محدود خواهد بود.

### تقاضای عمومی برای اتصال ریال به دلار
با توجه به تورم بالا و کاهش مداوم ارزش ریال، بحث‌هایی در مورد ضرورت اتخاذ سیاست‌های پولی جدید از جمله اتصال ریال به دلار یا سایر ارزهای معتبر بین‌المللی مطرح شده است.
پیش‌بینی صندوق بین‌المللی پول مبنی بر اینکه تولید ناخالص داخلی ایران در سال ۲۰۲۵ به ۴۶۳ میلیارد دلار خواهد رسید، می‌تواند زمینه را برای بررسی چنین سیاست‌هایی فراهم کند. با این حال، اجرای چنین سیاستی مستلزم داشتن ذخایر ارزی کافی و ثبات در سیاست‌های پولی و مالی است.
صندوق بین‌المللی پول ذخایر ارزی در دسترس ایران در سال ۲۰۲۵ را ۳۳.۸ میلیارد دلار پیش‌بینی کرده است که برای پشتیبانی کامل از سیاست اتصال ریال به دلار ممکن است کافی نباشد.

### چشم‌انداز اقتصادی و هزینه‌های زندگی
چشم‌انداز اقتصادی ایران در سال ۲۰۲۵ مطابق با پیش‌بینی صندوق بین‌المللی پول نسبتاً مثبت ارزیابی شده است. رشد اقتصادی ۳.۱ درصدی، کاهش تورم به ۲۹.۵ درصد، و افزایش ذخایر ارزی به ۳۳.۸ میلیارد دلار از جمله شاخص‌های مثبت هستند.
بخش غیر نفتی اقتصاد ایران در سال ۲۰۲۵ با رشد ۳.۱ درصدی و بخش نفتی با رشد ۲.۳ درصدی مواجه خواهد شد. ایران با مجموع تولید ۸.۳ میلیون بشکه در روز نفت و گاز، دومین تولیدکننده بزرگ نفت و گاز در منطقه خاورمیانه در این سال خواهد بود.
با این حال، شواهد اخیر نشان می‌دهد که روند تورم در حال شتاب گرفتن است و چشم‌انداز کوتاه‌مدت و میان‌مدت این شاخص از افزایش نرخ تورم حکایت دارد. افزایش تورم نقطه به نقطه از ۳۱.۸ درصد در دی ماه به ۳۵.۳ درصد در بهمن ماه و دو برابر شدن تورم خوراکی‌ها نشان‌دهنده چالش‌های پیش روی اقتصاد ایران و تأثیر آن بر هزینه‌های زندگی است.
هزینه‌های زندگی در ایران تحت تأثیر عوامل متعددی از جمله تورم بالا، نوسانات ارزی، تحریم‌های اقتصادی و سیاست‌های پولی و مالی دولت قرار دارد. اگرچه پیش‌بینی‌های صندوق بین‌المللی پول برای سال ۲۰۲۵ نسبتاً امیدوارکننده است، اما روند افزایشی اخیر در شاخص‌های تورم، به ویژه در بخش خوراکی‌ها، نگرانی‌هایی را در مورد افزایش هزینه‌های زندگی در کوتاه‌مدت ایجاد کرده است.
برای بهبود وضعیت هزینه‌های زندگی در ایران، اتخاذ سیاست‌های پولی و مالی منسجم، تقویت تولید داخلی، کاهش وابستگی به واردات، تنظیم دستمزدها متناسب با تورم و تلاش برای کاهش تأثیر تحریم‌ها ضروری به نظر می‌رسد. همچنین، افزایش صادرات غیرنفتی و بهبود تراز تجاری می‌تواند به ثبات اقتصادی و کاهش فشار هزینه‌های زندگی کمک کند.